# عادل بشیر
عادل بشیر (انگلیسی: Adil Basher؛ ۱۹۲۶ – ۹ اکتبر ۱۹۷۸) یک بازیکن فوتبال اهل عراق بود.
عادل باشر در سال 1927 در موصل متولد شد ، تحصیلات ابتدایی و متوسطه خود را در شهر شمالی عراق به پایان رساند و سپس به بغداد رفت تا در کالج نظامی (کولی العسکریه) ثبت نام کند ، جایی که به عنوان مدافع در تیم فوتبال آنها بازی می کرد. وی در سال 1951 فارغ التحصیل شد و یکی از بازیکنانی بود که در سال 1950 برای هریس المالکی در برابر پاکستان به میدان رفت.
عادل در سال 1954 به انگلستان سفر کرد و در دوره آموزشی در لیلشال نشان مربیگری به دست آورد و به موقع به بغداد بازگشت تا نماینده عراق در بازیهای نظامی آسیایی 1955 در تهران باشد.
وی بعداً در اواخر دهه 1950 به مربیگری روی آورد و در سال 1960 به عنوان مربی تیم نظامی و سرانجام در سال 1964 به عنوان مربی تیم ملی انتخاب شد.